# Oxyethira hartigi
Oxyethira hartigi är en nattsländeart som beskrevs av Moretti 1981. Oxyethira hartigi ingår i släktet Oxyethira och familjen smånattsländor. Inga underarter finns listade i Catalogue of Life.